# America Oggi (journal)
Pour les articles homonymes, voir America Oggi.
America Oggi est un quotidien en langue italienne publié aux États-Unis à destination des immigrés italiens aux États-Unis.

## Historique
La création d'America Oggi trouve son origine dans l'histoire d'un autre journal en langue italienne publié aux États-Unis, « Il Progresso Italoamericano. »  Quand en 1988 ce dernier licencie tous les employés syndiqués, une partie de ceux-ci décide de donner vie, par leurs propres moyens, à un nouveau quotidien.
America Oggi publie son premier numéro le 14 novembre 1988 et dès le printemps de l'année suivante, Il Progresso cesse de paraître. De ce fait, America Oggi demeure le seul quotidien en langue italienne publié aux États-Unis.
Au fil des ans, America Oggi s'est développé, mais la propriété du journal est restée entre les mains de 20 des associés fondateurs, regroupés dans Il Gruppo Editoriale Oggi Inc., basé à Westwood, dans le New Jersey. Andrea Mantineo est le président du groupe d'édition et le directeur responsable du quotidien.

## Diffusion et contenu
America Oggi est surtout diffusé dans la zone de plus forte concentration d'Italo-américains, dans le nord-est des États-Unis. Une partie du tirage est distribuée dans la région de Chicago et en Floride.
En plus de la section générale consacrée aux nouvelles de l'Italie et du monde, le journal consacre une place considérable à la communauté italo-américaine. Le maire de New York Michael Bloomberg et le gouverneur de État de New York George Pataki signent des chroniques dans le journal, comme l'on fait dans le passé leurs prédécesseurs Rudolph Giuliani et Mario Cuomo.
America Oggi emploie maintenant 40 salariés, dont 18 journalistes, et a un tirage d'environ 30 000 exemplaires en semaine et 60 000 le dimanche.
Oggi 7 est le supplément hebdomadaire dominical d'America Oggi. En outre, le dimanche le journal sort avec un second supplément en langue anglaise, intitulé US Italia Weekly.

## Sources
- (it) Cet article est partiellement ou en totalité issu de l’article de Wikipédia en italien intitulé « America Oggi (quotidiano) » (voir la liste des auteurs).